# 彭湃卧室
彭湃卧室，位于中国广东省揭阳市惠来县华湖镇美园村，为惠来县的一个县级文物保护单位，类型为近现代重要史迹及代表性建筑，公布时间为1979年4月。
彭湃卧室的历史年代为1928年。